# Леона Ласкова
Леона Ласкова (Леона Ласкова; нар. 7 квітня 1970) — колишня чехословацька тенісистка.
Найвищу одиночну позицію світового рейтингу — 122 місце досягла 31 липня 1989, парну — 93 місце — 15 квітня 1991 року.
Здобула 3 одиночні та 1 парний титул туру ITF.
Завершила кар'єру 1995 року.

## Фінали Туру WTA

### Парний розряд (0–1)
| Результат | Дата           | Турнір        | Рівень | Покриття | Партнерка       | Суперниці                   | Рахунок            |
| --------- | -------------- | ------------- | ------ | -------- | --------------- | --------------------------- | ------------------ |
| Поразка   | Вересень, 1990 | Афіни, Греція | Tier V | Ґрунт    | Яна Поспішилова | Лаура Гарроне Карін Кшвендт | 0–6, 6–1, 6–7(6–8) |

## Фінали ITF

### Одиночний розряд (3–1)
| Легенда         |
| --------------- |
| Турніри $25,000 |
| Турніри $10,000 |

| Результат | Ранг | Дата              | Турнір                        | Покриття | Суперниця         | Рахунок       |
| --------- | ---- | ----------------- | ----------------------------- | -------- | ----------------- | ------------- |
| Поразка   | 1.   | 5 жовтня 1987     | Рабаць, Югославія             | Ґрунт    | Гестер Вітвут     | 3–6, 2–6      |
| Перемога  | 2.   | 27 червня 1988    | Ноймюнстер, Західна Німеччина | Ґрунт    | Гана Фукаркова    | 6–2, 6–4      |
| Перемога  | 3.   | 29 серпня 1994    | Бад-Наугайм, Німеччина        | Ґрунт    | Natalia Chasovaya | 6–2, 3–6, 6–4 |
| Перемога  | 4.   | 28 листопада 1994 | Беер-Шева, Ізраїль            | Тверде   | Івона Михайлова   | 6–3, 6–1      |

### Парний розряд (1–0)
| Результат | Ранг | Дата            | Турнір         | Покриття | Партнерка         | Суперниці              | Рахунок       |
| --------- | ---- | --------------- | -------------- | -------- | ----------------- | ---------------------- | ------------- |
| Перемога  | 1.   | 12 березня 1990 | Реймс, Франція | Ґрунт    | Michaela Peterová | Кає Генд Юлія Апостолі | 6–2, 3–6, 6–3 |